# العلاقات الأندورية الجورجية
العلاقات الأندورية الجورجية هي العلاقات الثنائية التي تجمع بين أندورا وجورجيا.

## مقارنة بين البلدين
هذه مقارنة عامة ومرجعية للدولتين:
| وجه المقارنة                                              | أندورا                                                     | جورجيا                          |
| --------------------------------------------------------- | ---------------------------------------------------------- | ------------------------------- |
| المساحة (كم2)                                             | 468                                                        | 69.70 ألف                       |
| عدد السكان (نسمة)                                         | 76.18 ألف                                                  | 3.72 مليون                      |
| الكثافة السكانية (ن./كم²)                                 | 16.28 ألف                                                  | 53.37                           |
| العاصمة                                                   | أندورا لا فيلا                                             | تبليسي، كوتايسي                 |
| اللغة الرسمية                                             | اللغة الكتالونية                                           | اللغة الجورجية، اللغة الأبخازية |
| العملة                                                    | يورو                                                       | لاري جورجي                      |
| الناتج المحلي الإجمالي (بليون دولار)                      | 3.01 مليار                                                 | 15.16 مليار                     |
| الناتج المحلي الإجمالي (تعادل القوة الشرائية) بليون دولار |                                                            | 35.68 مليار                     |
| الناتج المحلي الإجمالي الاسمي للفرد دولار أمريكي          |                                                            | 3.79 ألف                        |
| الناتج المحلي الإجمالي للفرد دولار أمريكي                 |                                                            |                                 |
| مؤشر التنمية البشرية                                      | 0.858                                                      | 0.754                           |
| رمز المكالمات الدولي                                      | +376                                                       | +995                            |
| رمز الإنترنت                                              | .ad                                                        | .ge، .გე ‏                       |
| المنطقة الزمنية                                           | ت ع م+01:00، توقيت وسط أوروبا، ت ع م+02:00، أوروبا/أندورا ‏ | ت ع م+04:00                     |

## منظمات دولية مشتركة
يشترك البلدان في عضوية مجموعة من المنظمات الدولية، منها:
| علم المنظمة | اسم المنظمة                    | تاريخ انضمام أندورا | تاريخ انضمام جورجيا |
| ----------- | ------------------------------ | ------------------- | ------------------- |
|             | يونسكو                         | 20 أكتوبر 1993      | 7 أكتوبر 1992       |
|             | الاتحاد الدولي للاتصالات       | 12 نوفمبر 1993      | 7 يناير 1993        |
|             | الأمم المتحدة                  | 28 يوليو 1993       | 31 يوليو 1992       |
|             | مجلس أوروبا                    | ?                   | 27 أبريل 1999       |
|             | منظمة الأمن والتعاون في أوروبا | 25 أبريل 1996       | 24 مارس 1992        |

## وصلات خارجية
- موقع وزارة الخارجية الأندورية
- موقع وزارة الخارجية الجورجية